# Unterschömbach
Unterschömbach is een plaats in de Duitse gemeente Hellenthal, deelstaat Noordrijn-Westfalen, en telt 32 inwoners (2007).